# 合成燃料
合成燃料（ごうせいねんりょう、英語: Synthetic fuel）は、天然燃料の近似組成と同等の比エネルギーを持つ製造燃料に適用される総称である。一般には石油類を始めとする化石燃料の代替燃料を指すことが多く、石炭液化などは古くから研究されてきた。近年の主要な製造方法として、一酸化炭素と水素（合成ガス）から触媒反応により炭化水素を合成するフィッシャー・トロプシュ法やMTG法がある。同じく工業的に製造されるバイオ燃料に対し、合成燃料自体は必ずしもカーボンニュートラル（CN）ではないが、原油にくらべて硫黄分や重金属分が少なく、排出ガスがクリーンという特徴もある。

## 定義
「合成燃料」の定義は曖昧で、最も広い定義としては、天然に存在する原油に由来しない燃料はすべて合成燃料である。米国エネルギー情報局は、合成燃料を、石炭や天然ガス、バイオマス原料から、合成原油や合成液体燃料に化学変換して生産される燃料と定義している。合成燃料の定義には、バイオマスや産業廃棄物、都市廃棄物から製造された燃料も含まれている。これらの定義では、オイルサンドやオイルシェールも合成燃料源として理解することができる。また、液体燃料に加え、合成された気体燃料も合成燃料とみなされる。さらにメタノール、エタノール、水素も定義に含まれるという見方もできる。
再生可能エネルギー由来の水素を用いた合成燃料は「e-fuel」と呼ばれており、炭素循環に貢献する脱炭素燃料になりうるとして注目されている。

## 合成方法
合成方法は、直接変換と間接変換に分けられる。

### 間接変換
世界的に主流なのが間接変換で、フィッシャー・トロプシュ法（FT法）を用いるのが代表的な合成方法である。この方法では、メタンから一酸化炭素（CO）と水素（H）からなる合成ガスを生成したのち、再合成してディーゼル燃料（軽油）やガソリンを直接生成する。合成ガスの次にメタノールを経由するMTGと呼ばれる方法もあるが、コスト面からFT法が有利とされる。
メタンは天然ガスからの改質でも生成可能であるが、CO2とH2を合成して製造（メタネーション）するのが有用である。
二酸化炭素の調達先は、工場や発電所などから排出される二酸化炭素と、大気中の二酸化炭素がある。これにより、二酸化炭素による地球温暖化を直接的に抑制することも期待される。調達には、研究開発中の二酸化炭素回収・貯留・利用（CCUS）技術や空気からのCO2分離回収（DAC）技術が求められ、ともに実用化にはコスト削減が課題である。
水素は水素単体の形で存在しないため、水素化合物にエネルギーを加えて水素を取り出す必要がある。製造される水素は、CO2排出形態により3つに大分される。1つ目は、化石燃料の改質により水素を製造する方法（グレー水素）。既存の主要な水素製造方法であるが、CO2はそのまま排出される問題点がある。2つ目は、1つ目の製造法とCCUS技術を組み合わせたもの（ブルー水素）。CNとなるが、非効率である。3つ目は、再生可能エネルギーによる電力を用いて水を電気分解することにより製造する手法（グリーン水素）。完全CNかつ効率的プロセスで、将来の基本になるとされている。

### 直接変換
直接変換は、石炭やバイオマスの原料を直接中間製品や最終製品に変換する方法である。ガス化させてから合成するプロセスを省けるのが特徴で、褐炭を水素化して合成燃料を作るベルギウス法などが知られている。